# Lovens Arm
Lovens Arm (originaltitel Singer Jim McKee) er en amerikansk stumfilm fra 1924 instrueret af Clifford Smith.

## Medvirkende
- William S. Hart som Jim McKee
- Phyllis Haver som Mary Holden
- J. Gordon Russell som Buck Holden
- Bert Sprotte som  Dan Gleason
- Patsy Ruth Miller som Betty Gleason
- Edward Coxen som Hamlin Glass Jr.
- William Dyer som  Hamlin Glass
- George Siegmann som Bernstein
- Baby Turner som Mary Hold